# Cangkring (Bluluk)
Cangkring is een bestuurslaag in het regentschap Lamongan van de provincie Oost-Java, Indonesië. Cangkring telt 2304 inwoners (volkstelling 2010).